# Строкатка степова
Строка́тка степова́ (Lagurus lagurus) — гризун з родини щурові (Arvicolidae), єдиний сучасний вид роду Строкатка (Lagurus), що є центральним родом у трибі Lagurini.

## Фізичний опис
Довжина тіла — 85–105 мм; хвіст короткий (10–18 мм), порівнянний з довжиною задньої лапки (13–16 мм). Ступні задніх ніг густо вкриті волоссям. Хутро спини попелясто-сіре з жовтим відтінком. На спині уздовж хребта від носа до хвоста проходить темна смуга.

## Поведінка
Землерий, утворює великі колонії, які риють розгалужені нори протяжністю в сотні квадратних метрів. Має переважно сутінкову активність, взимку активний і вдень. Харчується вузьколистими зерновими й полинами. Крім того споживає цибулини, бульби, а іноді й комах. L. lagurus є здобиччю для багатьох хижих ссавців і птахів, в тому числі: степовий тхір, горностай, ласка, лисиця, домашні коти, пугач, канюк, лунь і боривітер.
Розмноження — протягом всього теплого періоду року, плодить по 5–7 малят до 6 разів на рік. Живуть 1–2 роки. Коли популяція досягає піку населення відбувається кочівля.

## Поширення і чисельність

Поширення Lagurus в Україні: залиті значки — знахідки після 1980 р., штрихова лінія обмежує знахідки після 2000 р. (за: Загороднюк, 2009)

Мешкає у степах і напівпустелях на висотах від рівня моря до 2.800 над рівнем моря. Вихідний природний ареал лежить на схід від Волги. На початку 20 ст. в період зростання транспортних перевезень та подальшого «колгоспного будівництва» вид проник на правобережжя Волги, а пізніше й Дону, ставши високо інвазійним. Відбулися величезні спалахи його чисельності й розширення ареалу на захід до Дніпра, що багаторазово описано під назвою «мишиних пошестей». Особливо великими були спалахи чисельності в роки, коли урожай не збирали, зокрема у 1932—1933 рр., що докладно описано у багатьох працях (наприклад, Мигулін, 1938).
На сьогодні вид зареєстровано в Україні (південний схід), Російській Федерації (фрагментарно), Казахстані, Киргизстані (схід), Монголії (на заході), Китаї (на північному заході).

## Охорона
Включено до Червоної книги України у зв'язку з помітним скороченням чисельності виду та у зв'язку з тим, що його відносили до переліку видів-аборигенів степу, фауна якого визнана найбільш вразливою і такою, що потребує першочергових заходів охорони. Більшість його знахідок пов'язана з агроценозами, зокрема з посівами озимини. Чисельність виду скорочується, ймовірно, через посилення біотехнічних заходів.
Зазвичай вид не обліковується стандартними пастками-мишоловками, і показники його чисельності при стандартних обліках є суттєво заниженими. Найповніші дані про наявність і відносну чисельність виду можна отримати при розборі й аналізі вмісту сов'ячих пелеток.